# 風見ララ
風見 ララ（かざみ らら）は、日本のAV女優。
東京都出身。血液型:A型。身長:165cm。スリーサイズ:B83(D-65)・W55・H85。

## 略歴
2007年にデビューしたAV女優である。

## 出演作品

### アダルトビデオ
2007年
- 僕は透明人間 ～透明パワーでハレンチ天国～ パート6 （10月4日、V&Rプロダクツ）
- ゲキシャ 006 （10月5日、ゴーゴーズ）
- カップルなら! 彼氏のチ○ポ♥彼女のマ○コ当ててみろ!! （12月1日、はじめ企画）…オムニバス作品
- マンハッタンイズム 03 （12月1日、プレステージ）…オムニバス作品

2008年
- 高貴美少女学園 20 （1月1日、プレステージ）
- 私立スパルタ体罰女学園 （1月19日、クロス）
- 生チンポを挿入されて発情する素人娘 2 （2月9日、フリーダム）
- 受精! 現役素人モデル 17 （2月28日、コージィ）
- 平成20年度 系列局合同 女子アナ新人研修 （3月6日、V&Rプロダクツ）
- 絞め脆い喉頸を冷徹に非情 （5月1日、AVS）…オムニバス作品
- EROAMA×5 VOL.3 （5月30日、EROMA MOVIE）
- 足 2 全ての足マニアが納得 （7月25日、しのだプロジェクト）
- 火曜日は全裸登校日 （9月4日、アキノリ）
- 転校したら男は僕一人ぼっちだった 4 （10月9日、アキノリ）
- Fetish Lesbian 44 （10月28日、ドリームクリエイト）

2009年
- CHIJOMO.ANAL.CAM Vol.08 （1月30日、Hoeses Head）
- REC 60 （2月11日、プレステージ）
- 睡眠ガス女子校ジャッククラス丸ごと輪姦レイプ （2月19日、クロス）